# Lembidium longifolium
Lembidium longifolium là một loài Rêu trong họ Lepidoziaceae. Loài này được R.M. Schust. mô tả khoa học đầu tiên năm 1980.